# Латин
Лати́н (лат. Latinus)
1) міфічний син Фавна й німфи Маріки, цар аборігінів, батько Лавінії, тесть Енея, третій володар Латіуму; загинув у боротьбі з Турном. 
За іншою версією, тесть сицилійського царя Італа, який переселився в його країну і дав назву Італії.
Пізніше його шанували як Юпітера Латіара. 
2) син Одіссея й Кірки (варіант: Геракла й гіперборейки Паланто).